# Caulolatilus intermedius
Caulolatilus intermedius es una especie de pez del género Caulolatilus, familia Malacanthidae. Fue descrita científicamente por Howell Rivero en 1936.
Se distribuye por el Atlántico Centro-Occidental: en todo el golfo de México hasta Cuba. La longitud total (TL) es de 60 centímetros. Habita en fondos fangosos y puede alcanzar los 290 metros de profundidad.
Está clasificada como una especie marina inofensiva para el ser humano.